# Takuya Kokeguchi
Takuya Kokeguchi (苔口 卓也?, Kokeguchi Takuya; Okayama, 13 luglio 1985) è un ex calciatore giapponese, di ruolo attaccante.